# De juliske Alper
De juliske Alper (slovensk Julijske Alpe) er en bjergkæde i de Sydlige Kalkalper på grænsen mellem Italien og Slovenien. Den højeste top er Triglav på 2.864 meter over havet, som også er det højeste bjerg i Slovenien og det tidligere i Jugoslavien. De er opkaldt efter Julius Cæsar. 
En større del af de juliske Alper er en del af Triglav Nationalpark.
Et areal på 1.957,23   km² blev i 2020 udpeget til biosfærereservat under UNESCOs Menneske og biosfære-programmet.

## Bjergtoppe
De vigtigste bjergtoppe er:
- Triglav (bjerg)/Tricorno 2.864 m
- Jôf di Montasio/Montaž/Montasch 2.755 m
- Škrlatica 2.740 m
- Mangart 2.679 m
- Jôf Fuart 2.666 m
- Jalovec 2.645 m
- Razor 2.601 m
- Canin/Kanin 2.582 m
- Kanjavec 2.568 m
- Prestreljenik 2.500 m
- Špik 2.472 m
- Tošc 2.275 m
- Krn 2.244 m

## Bjergpas
Vigtige bjergpas i de juliske Alper er:
- Vršič, 1.611 m, detn højeste bjergpas i Slovenien.
- Predilasset, 1.156 m
- Hrušica/Birnbaumerwald, 883 m
- Saifnitz eller Pontebbapasset/Tabeljski prelaz, 797 m